# Leefbaar Hilversum
De lokale partij Leefbaar Hilversum (LH) werd in 1993 opgericht door Jan Nagel en journalist Ton Luiting. In samenwerking met Broos Schnetz en Henk Westbroek van Leefbaar Utrecht en media-ondernemer Willem van Kooten (Joost den Draaijer) stonden zij aan de basis van Leefbaar Nederland, dat het licht zag in 1999, en van diverse andere 'Leefbaar'-partijen.

## Verloop
De partij kreeg dankzij het ongenoegen over het Hilversumse gemeentebeleid, in het bijzonder het verkeersbeleid, bij de gemeenteraadsverkiezingen van 1998 veel stemmen en veroverde 14 van de 37 Hilversumse raadszetels. In 2000 werd Arno Haije wethouder verkeerszaken; het jaar daarop werd hij opgevolgd door partijgenoot Karen Heerschop. Na de eerste vier jaar verloor de partij in 2002 5 zetels, maar bleef met 9 zetels nog altijd de grootste partij in de gemeenteraad.
In 2006 zette de daling zich voort en kreeg Leefbaar Hilversum bij de raadsverkiezingen 5 zetels. Hiermee is LH nu de derde partij van de in totaal negen partijen in de Hilversumse gemeenteraad. In 2008 trad Heerschop terug als lid van de gemeenteraad en als fractievoorzitter. Bij de gemeenteraadsverkiezingen van 2010 ging de partij terug van 5 naar 2 zetels. Tijdens de gemeenteraadsverkiezingen van 2014 liep dit aantal terug naar 1. Bij de gemeenteraadsverkiezingen van 2018 behielden zij hun zetel en in 2022 haalde de partij onder leiding van Mirjam Kooloos slechts 1,3% van de stemmen, waarmee de partij geen zetel wist te halen.